# Jevgenij Aleksandrovič Golovin
Jevgenij Aleksandrovič Golovin (rusko Евгений Александрович Головин), ruski general, * 1782, † 1858.
Bil je eden izmed pomembnejših generalov, ki so se borili med Napoleonovo invazijo na Rusijo; posledično je bil njegov portret dodan v Vojaško galerijo Zimskega dvorca.

## Življenje
Prvotno se je šolal na plemiški pripravljalni šoli moskovske univerze, nato pa na sami univerzi. Aprila 1797 je prićel z vojaško službo v Preobraženskem polku.  14. decembra istega leta je bil kot zastavnik premeščen v Mogilevski garnizijski bataljon. Leta 1801 je bil kot štabni stotnik premeščen v Fanagorijski grenadirski polk. 
S tem polkom se je udeležil bitki pri Austerlitzu, kjer je bil tudi ranjen. Med letoma 1810 in 1812 je bil upokojen, nato pa reaktiviran ter poslan v boje proti Turkom; za zasluge je bil povišan v podpolkovnika. 
31. januarja 1811 je postal poveljnik svojega polka, s katerim se je odlikoval tudi v bitki pri Borodinu (tu je bil ponovno ranjen); 21. novembra 1812 je bil povišan v polkovnika. 
Med bitko za Leipzig je bil spet ranjen ter 20. julija 1814 povišan v generalmajorja. Istega leta je sodeloval v bitki za Pariz. 10. avgusta 1821 je postal poveljnik dvornega lovskega polka in 14. marca 1825 je postal poveljnik 4. brigade 2. gardne pehotne divizije. Zaradi sodelovanja v zatrtju decembrske vstaje je bil 15. decembra 1825 povišan v generaladjutanta in 22. avgusta 1826 je bil povišan še v generalporočnika. Med letoma 1828-29 se je bojeval proti Turkom. 
23. septembra 1828 je bil imenovan za poveljnika 19. pehotne divizije, 7. februarja 1830 za vojaškega guvernerja Orenburga in istočasno za poveljnika orenburškega samostojnega korpusa, a je odklonil, da bi odpotoval v Orenburg. 
Posledično je bil 18. aprila istega leta odpuščen iz vojske s polno pokojnino, a je bil 17. februarja 1831 reaktiviran kot poveljnik 26. pehotne divizije. Istega leta se je ponovno bojeval proti poljskim vstajnikom. 10. januarja 1834 je bil imenovan za glavnega direktorja in predsednika administracije komiteja za notranje in duhovne zadeve ter javno šolstvo na Poljskem. 
Med 30. novembrom 1837 in 25. oktobrom 1842 je bil poveljnik kavkaškega korpusa; z njim je zatiral upore in vstaje na področju današnje Gruzije in Armenije. Hkrati pa je izboljšal stanje cest, gradil šole in trge,... 1. julija 1839 je bil povišan v generala pehote. 
V letih 1845-48 je bil generalni guverer Litve, Estonije in Kurlandije. Leta 1848 je bil imenovan za člana državnega sveta. 
13. marca 1855 je postal poveljnik državne mobilne milice v smolenski provinci.